# Гуджранвала
Гуджранвала (на урду: گوجرانوالہ; на пенджабски: گوجرانوالہ) е град в Пакистан. Населението на Гуджранвала е 2 027 001 жители (по данни от преброяването от 2017 г.), а площта 3198 км². Намира се в североизточната част на страната. Телефонният му код е 055.